# Taldykorgan
Taldykorgan (Талдықорған, em cazaque; Талдыкорган, em russo) é uma cidade localizada no sudeste do Cazaquistão. É a capital da província de Almaty. Em 1999, sua população era de 98.000 habitantes. Até 1993 era chamada de Taldy-Kurgan.

## Referências

Localização de Taldykorgan no Cazaquistão